# Calle Besares
La Calle Besares, más conocida como Calle de los Besares, es una pequeña irrupción vial que bordea el Parque Saavedra por su lado Oeste en la Ciudad de Buenos Aires, Argentina.

## Características
Es una avenida rodeada en la totalidad de su recorrido por amplias zonas de parques y plazas, atravesando de noreste-sudoeste la casi totalidad del barrio de Saavedra. Se destaca en su trayecto, en la intersección con la calle Cabildo, la esquina de los besos.

## Recorrido
Transcurre en dirección noreste-sudoeste y se encuentra íntegramente en el barrio de Saavedra, Comuna 12. Cuenta con 1500 m de longitud en un solo sentido, desde Almte. Guillermo Brown, hasta Av. República.
Nace sobre la calzada recta de los paredones del Cementerio Comunitario de Ciudadela y baja pasando a solo una cuadra de la Plaza Padre Brandsen, hasta llegar al Parque Saavedra.
A los 1000 m bordea el Hospital Profesor Doctor Carrillo.

## Historia
Desde el comienzo la Calle Besares fue una vía pequeña pero muy querida por los habitantes de Buenos Aires. Se dice que los amantes venían de todas partes a vivir allí, mito generado en el siglo XIX, según dice Giaccomo Hijo, en su libro, Buenos Aires Querido.
El proyecto de urbanización estilística que llevó a cabo Juan Manuel de Rosas en el siglo XIX moldeó quizás la parte suroeste del terreno.
Los carruajes se paseaban en sendas elegantes por un camino aún de tierra hasta 1910, fecha en que se demandó su bituminización. Ley. 7.498745.
Sobre este camino se celebró la primera Fiesta de la Primavera de Saavedra.

## Leyenda de la Calle Besares
Según cuentan los visitantes, la Calle Besares presenta anomalías en la continuidad fluida del del espacio - tiempo convencional. Presentando una convergencia espiral no lineal, como la que vemos en el resto del planeta. Según algunos reportes, mientras transcurre una hora en cualquier otro punto de la ciudad, en el Vórtice Besares transcurren ocho, llegando incluso a retroceder en el tiempo en muy escasos casos.

## Galería de Imágenes

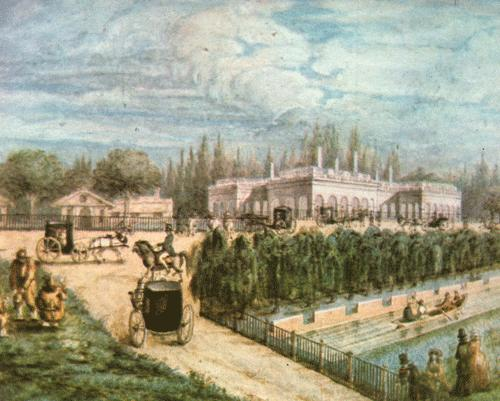
El canal artificial en tiempos de Rosas (1850)
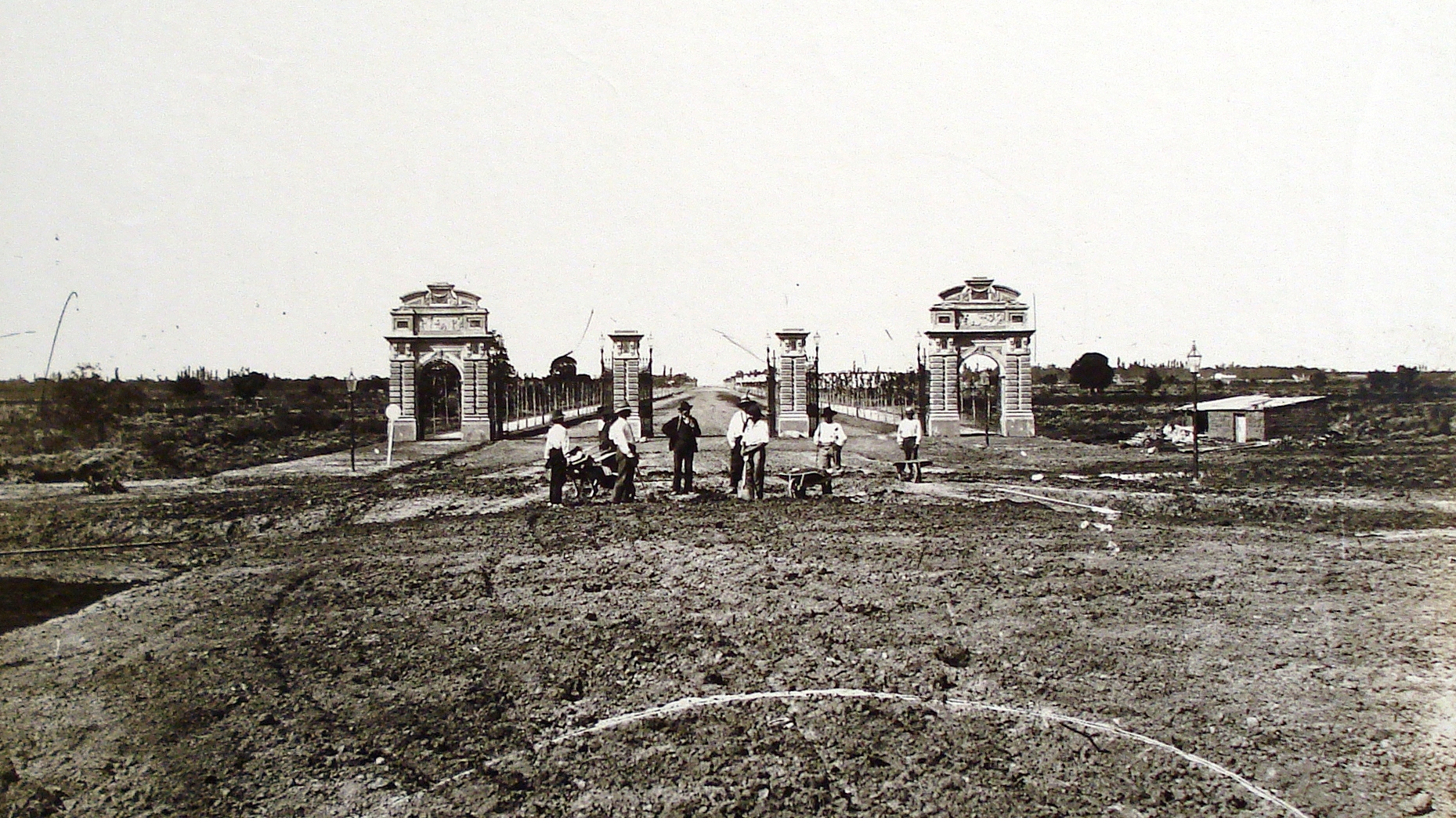
Portones de Palermo (1875)
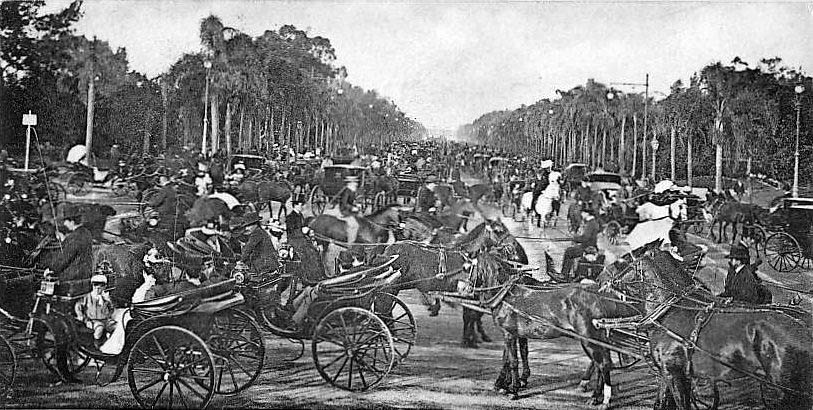
Corso de carrozas (1900)
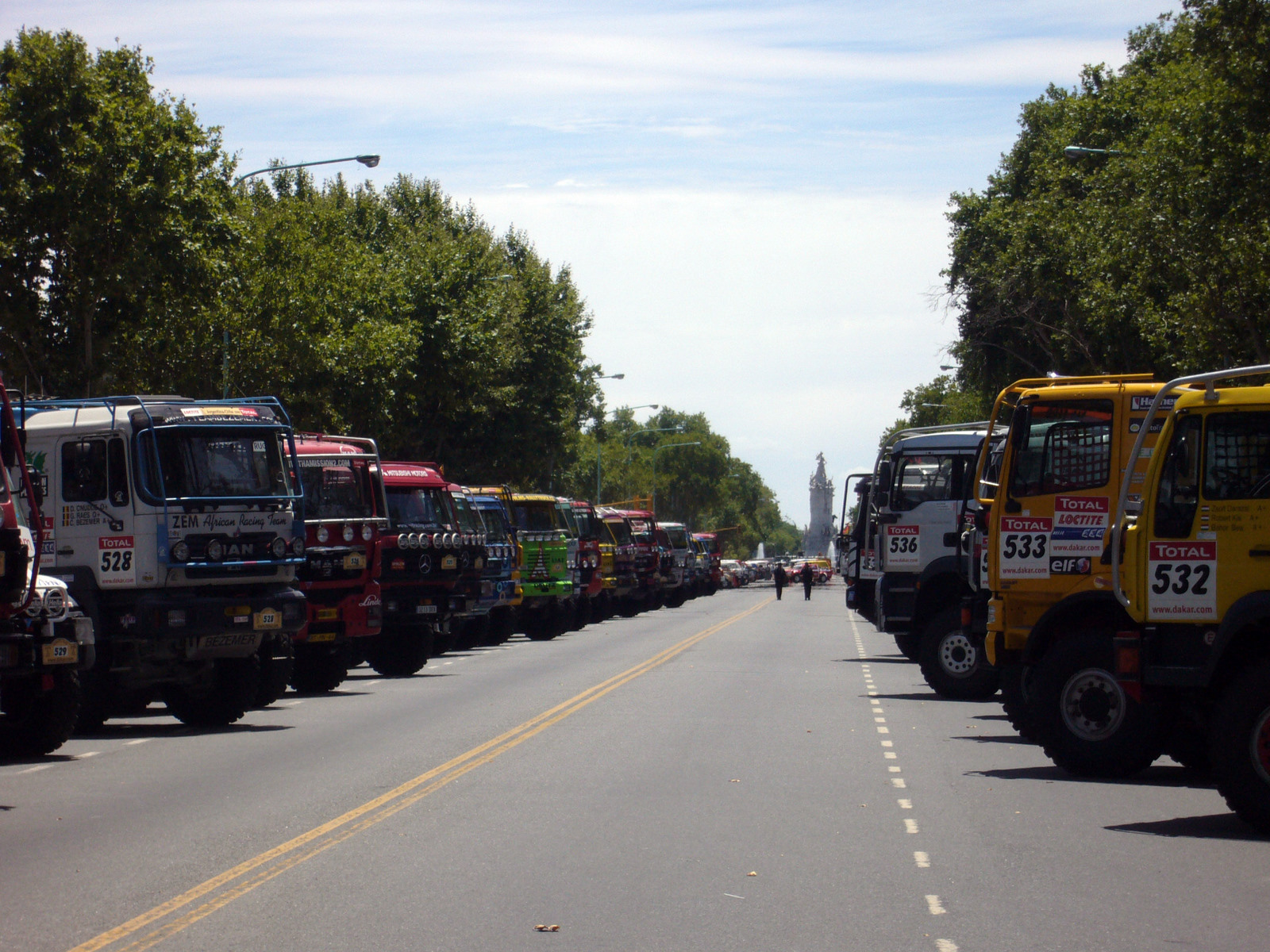
Camiones del Rally Dakar 2009 estacionados en la avenida.

- Datos: Q123683251